# Morti il 18 dicembre
| Questa pagina contiene informazioni ricavate automaticamente dalle voci biografiche con l'ausilio del template Bio e di un bot. L'aggiornamento è periodico e automatico e ricostruisce completamente la pagina. Se manca una persona in questa lista, sei pregato di non aggiungerla, ma accertati piuttosto che la sua voce biografica contenga il template Bio e che i dati anagrafici siano correttamente compilati. Se il template Bio manca, inseriscilo tu stesso o, in alternativa, metti l'avviso {{tmp\|Bio}} che ne segnala la mancanza. Se i dati riportati sono sbagliati, correggi direttamente la voce biografica; le modifiche saranno visibili in questa lista entro pochi giorni. Per chiarimenti vedi il progetto biografie. La lista contiene solo le 523 persone che sono citate nell'enciclopedia e per le quali è stato implementato correttamente il template Bio. Pagina aggiornata al 17 ago 2025. |

## III secolo(1)
- 253 - Santa Vittoria, santa romana

## VII secolo(1)
- 616 - Anastasio di Alessandria, vescovo cristiano orientale e santo bizantino

## VIII secolo(1)
- 761 - Vunibaldo di Heidenheim, abate e santo tedesco (n. 701)

## XI secolo(1)
- 1075 - Edith del Wessex, regina (n. 1025)

## XII secolo(2)
- 1133 - Ildeberto di Lavardin, arcivescovo cattolico e poeta francese (n. 1056)
- 1170 - Al-Mustanjid, califfo (n. 1124)

## XIII secolo(2)
- 1272 - Filippo Türje, arcivescovo ungherese
- 1290 - Magnus III di Svezia, re svedese

## XIV secolo(2)
- 1303 - Filippo dei Bonacolsi, vescovo cattolico italiano
- 1332 - Pagano della Torre, patriarca cattolico italiano

## XV secolo(4)
- 1406 - Çandarlı Ali Pascià, politico ottomano
- 1415 - Luigi di Valois, nobile francese (n. 1397)
- 1442 - Pierre Cauchon, vescovo cattolico francese (n. 1371)
- 1495 - Alfonso II di Napoli, sovrano italiano (n. 1448)

## XVI secolo(10)
- 1524 - Gianfrancesco Gonzaga, nobile italiano (n. 1488)
- 1538 - Filippo Strozzi, politico, condottiero e banchiere italiano (n. 1489)
- 1540 - Cesare Riario, arcivescovo cattolico italiano (n. 1480)
- 1542 - Solomonija Saburova, nobile russa
- 1565 - Benedetto Varchi, umanista, scrittore e storico italiano (n. 1503)
- 1575 - Marcin Bielski, scrittore, storico e drammaturgo polacco (n. 1495)
- 1577 - Anna di Sassonia, principessa tedesca (n. 1544)
- 1590 - Zenobia del Carretto Doria, principessa (n. 1541)
- 1595 - Cesare Benso, vescovo cattolico italiano
- 1597 - Barbara Blomberg, tedesca (n. 1527)

## XVII secolo(15)
- 1601 - Cesare Caporali, poeta italiano (n. 1531)
- 1629 - Alessandro Allegri, letterato italiano (n. 1560)
- 1631 - Pietro Durazzo, doge (n. 1560)
- 1632 - Girolamo Curti, pittore italiano (n. 1575)
- 1633 - Theodoor Galle, incisore, disegnatore e illustratore fiammingo (n. 1571)
- 1638 - François Leclerc du Tremblay, politico e religioso francese (n. 1577)
- 1645 - Nur Jahan, nobildonna persiana (n. 1577)
- 1646 - Henry Somerset, I marchese di Worcester, nobile inglese (n. 1590)
- 1653 - Thomas Hill, presbitero inglese
- 1673 - Giovan Battista Foppa, arcivescovo cattolico italiano (n. 1603)
- 1673 - Francesco Gonzaga, vescovo cattolico italiano (n. 1603)
- 1679 - Giovanni Federico di Brunswick-Lüneburg, duca (n. 1625)
- 1681 - Olimpia Aldobrandini, nobildonna italiana (n. 1623)
- 1689 - Gianfrancesco Maria de' Medici, nobile italiano (n. 1619)
- 1697 - Maddalena Cristina Reuss-Greiz, nobildonna tedesca (n. 1652)

## XVIII secolo(18)
- 1710 - Petrus Codde, arcivescovo cattolico e teologo olandese (n. 1648)
- 1713 - Federico Enrico di Sassonia-Zeitz-Pegau-Neustadt, principe tedesco (n. 1668)
- 1714 - César d'Estrées, cardinale e vescovo cattolico francese (n. 1628)
- 1726 - Giorgio Guglielmo di Brandeburgo-Bayreuth, nobile (n. 1678)
- 1733 - Gaetano Casanova, attore teatrale e ballerino italiano (n. 1697)
- 1737 - Antonio Stradivari, liutaio italiano
- 1747 - Charles Bridges, pittore britannico (n. 1672)
- 1755 - John Hamilton, marinaio britannico (n. 1714)
- 1756 - Giulia Chiteria Caracciolo, nobile spagnola (n. 1705)
- 1759 - François de Franquetot de Coigny, militare francese (n. 1670)
- 1771 - Philip Miller, botanico inglese (n. 1691)
- 1774 - Manuel Quintano Bonifaz, arcivescovo cattolico spagnolo
- 1785 - Giuseppe Allegranza, religioso, archeologo e bibliotecario italiano (n. 1713)
- 1792 - Johann van Beethoven, tenore tedesco (n. 1740)
- 1795 - Fernando Spinelli, cardinale italiano (n. 1728)
- 1796 - Giacinto Rossi, organaro italiano (n. 1724)
- 1799 - Jean-Étienne Montucla, matematico francese (n. 1725)
- 1799 - Préville, attore teatrale francese (n. 1721)

## XIX secolo(67)
- 1801 - Lorenzo Barotti, gesuita, scrittore e poeta italiano (n. 1724)
- 1803 - Johann Gottfried Herder, filosofo, teologo e letterato tedesco (n. 1744)
- 1803 - Paolo Pozzo, architetto italiano (n. 1741)
- 1805 - Gennaro Astarita, compositore italiano (n. 1749)
- 1813 - Benjamin Stoddert, politico statunitense (n. 1751)
- 1817 - Gregor von Zirkel, vescovo cattolico tedesco (n. 1762)
- 1818 - Giuseppe Giannini, medico e saggista italiano (n. 1774)
- 1818 - Mayeur de Saint-Paul, attore teatrale, drammaturgo e direttore teatrale francese (n. 1758)
- 1820 - Giuseppe Maria Bonzanigo, scultore e ebanista italiano (n. 1745)
- 1823 - Amédée Willot, politico e generale francese (n. 1755)
- 1827 - Hans Jonatan, militare e agricoltore danese (n. 1784)
- 1828 - Joseph Rebell, pittore austriaco (n. 1787)
- 1829 - Jean-Baptiste de Lamarck, naturalista, zoologo e botanico francese (n. 1744)
- 1832 - Philip Freneau, poeta statunitense (n. 1752)
- 1835 - Johann Mederitsch, compositore austriaco (n. 1752)
- 1841 - Felice Blangini, compositore italiano (n. 1781)
- 1841 - Giuseppe della Porta Rodiani, cardinale italiano (n. 1773)
- 1841 - Karl August Förster, letterato e traduttore tedesco (n. 1784)
- 1842 - Giuseppe Frank, medico e patologo tedesco (n. 1771)
- 1842 - Giuseppina Negrelli, italiana (n. 1790)
- 1842 - Giuseppe Nicolini, compositore italiano (n. 1762)
- 1843 - Thomas Graham, generale britannico (n. 1748)
- 1843 - Smith Thompson, politico statunitense (n. 1768)
- 1846 - George Barlow, I baronetto, diplomatico e politico britannico (n. 1763)
- 1848 - Bernard Bolzano, matematico e filosofo boemo (n. 1781)
- 1848 - Wilhelm Ferdinand Erichson, entomologo tedesco (n. 1809)
- 1849 - Melchiorre Missirini, letterato e biografo italiano (n. 1773)
- 1854 - Pierre Baour-Lormian, poeta e scrittore francese (n. 1770)
- 1856 - Antonio Targioni Tozzetti, chimico e botanico italiano (n. 1785)
- 1858 - Giuseppe Grosso Cacopardo, avvocato, storico e letterato italiano (n. 1789)
- 1861 - Ernst Anschütz, compositore, insegnante e organista tedesco (n. 1780)
- 1862 - Jean-Charles Develly, pittore francese (n. 1783)
- 1863 - Pasquale De Rossi, politico italiano (n. 1794)
- 1863 - Lorenzo Isnardi, religioso, insegnante e storico italiano (n. 1802)
- 1863 - Niccolò Lami, giurista italiano (n. 1793)
- 1863 - Aleksandr Nikolaevič Murav'ëv, generale, politico e nobile russo (n. 1792)
- 1864 - José Justo Corro, politico messicano (n. 1794)
- 1865 - Andrea Appiani il Giovane, pittore italiano (n. 1817)
- 1865 - Francisco Manuel da Silva, compositore brasiliano (n. 1795)
- 1866 - Giovanni Battista Cassinis, giurista e politico italiano (n. 1806)
- 1866 - Pietro Fraticelli, editore, critico letterario e matematico italiano (n. 1803)
- 1868 - Karl Chotek von Chotkow, nobile e politico boemo (n. 1783)
- 1868 - Ferdinand Joseph von Lobkowicz, nobile, imprenditore e politico boemo (n. 1797)
- 1869 - Louis Moreau Gottschalk, compositore e pianista statunitense (n. 1829)
- 1869 - Giovanni Napoleone Monti, politico italiano (n. 1809)
- 1870 - Thomas Doubleday, politico e scrittore britannico (n. 1790)
- 1871 - Luigi Magi, scultore italiano (n. 1804)
- 1872 - Édouard Gassier, baritono francese (n. 1820)
- 1875 - Giovanni Battista Cuneo, giornalista, politico e patriota italiano (n. 1809)
- 1876 - Luise Hensel, poetessa e insegnante tedesca (n. 1798)
- 1877 - Philipp Veit, pittore e scrittore tedesco (n. 1793)
- 1878 - Francesco Saverio Petagna, vescovo cattolico italiano (n. 1812)
- 1878 - Mohammed bin Thani, sovrano qatariota (n. 1788)
- 1880 - Michel Chasles, matematico francese (n. 1793)
- 1880 - Franco Mistrali, giornalista, romanziere e storico italiano (n. 1833)
- 1881 - George Edmund Street, architetto inglese (n. 1824)
- 1887 - Enrico Cordero di Montezemolo, politico italiano (n. 1811)
- 1888 - Anna Olenina, nobildonna russa (n. 1808)
- 1888 - Francesco Florimo, compositore, musicologo e bibliotecario italiano (n. 1800)
- 1890 - Gerolamo Induno, pittore e patriota italiano (n. 1825)
- 1891 - Giulio Minervini, archeologo e numismatico italiano (n. 1819)
- 1892 - Salvatore Gangitano, politico italiano (n. 1828)
- 1892 - Richard Owen, biologo e paleontologo britannico (n. 1804)
- 1893 - Galeazzo di Bagno, politico italiano (n. 1825)
- 1894 - Quirico Filopanti, politico, astronomo e matematico italiano (n. 1812)
- 1897 - Carlo Alfieri di Sostegno, politico italiano (n. 1827)
- 1899 - Bonifaciu Florescu, scrittore, critico letterario e traduttore rumeno (n. 1848)

## XX secolo(250)
- 1906 - Icilio Calzolari, fotografo italiano (n. 1833)
- 1906 - John Armoy Knox, scrittore e giornalista irlandese (n. 1851)
- 1909 - Samuel Czambel, linguista e traduttore slovacco (n. 1856)
- 1909 - Michail Nikolaevič Romanov, nobile russo (n. 1832)
- 1910 - Nikolaj Petrovič Demidov-Lopuchin, generale russo (n. 1836)
- 1911 - Jean-Baptiste Édouard Bornet, botanico francese (n. 1828)
- 1911 - Luigi Guelpa, sindacalista e politico italiano (n. 1843)
- 1915 - Henry Enfield Roscoe, chimico britannico (n. 1833)
- 1915 - Édouard Vaillant, politico francese (n. 1840)
- 1916 - Gaston Casimir Saint-Pierre, pittore francese (n. 1833)
- 1916 - Nemesia Valle, religiosa italiana (n. 1847)
- 1917 - Jozef Brudzinski, pediatra polacco (n. 1874)
- 1917 - Luigi Giannettino, militare italiano (n. 1883)
- 1917 - Charles-Arthur Gonse, generale francese (n. 1838)
- 1917 - Vasilis Michaelides, poeta cipriota (n. 1849)
- 1917 - Francesco Romei, direttore d'orchestra italiano (n. 1867)
- 1918 - Alfred Scott-Gatty, compositore e genealogista britannico (n. 1847)
- 1919 - John Alcock, aviatore e militare britannico (n. 1892)
- 1919 - Alcock e Brown, aviatore e militare britannico (n. 1892)
- 1919 - Antonio Garella, scultore italiano (n. 1863)
- 1919 - Horatio Parker, compositore, organista e docente statunitense (n. 1863)
- 1921 - Pasquale Morganti, arcivescovo cattolico e politico italiano (n. 1852)
- 1922 - Betzij Rezora Akersloot-Berg, pittrice e disegnatrice norvegese (n. 1850)
- 1922 - Carlo Berruti, sindacalista italiano (n. 1881)
- 1922 - Letterio D'Arrigo Ramondini, arcivescovo cattolico italiano (n. 1849)
- 1922 - Pietro Ferrero, sindacalista e anarchico italiano (n. 1892)
- 1922 - Nelly Roussel, attivista francese (n. 1878)
- 1924 - Francesco Sidoli, arcivescovo cattolico italiano (n. 1874)
- 1925 - Filippo Savorgnan di Brazzà, politico italiano (n. 1842)
- 1927 - Oreste Perfetti, calciatore italiano (n. 1897)
- 1928 - Lucien Capet, violinista e compositore francese (n. 1873)
- 1928 - Anton Docher, presbitero e missionario francese (n. 1852)
- 1928 - Léon Duguit, giurista francese (n. 1859)
- 1929 - Louis Vialleton, zoologo e scrittore francese (n. 1859)
- 1930 - Edward José, regista, attore e sceneggiatore belga (n. 1865)
- 1931 - Louis Billot, gesuita, teologo e cardinale francese (n. 1846)
- 1931 - Jack Diamond, mafioso statunitense (n. 1897)
- 1931 - Luigi Faidutti, presbitero e politico austriaco (n. 1861)
- 1931 - Gustave Joseph Waffelaert, vescovo cattolico belga (n. 1847)
- 1932 - Eduard Bernstein, politico, filosofo e scrittore tedesco (n. 1850)
- 1932 - Fredrik Lilljekvist, architetto svedese (n. 1863)
- 1933 - Abdul Khaliq Hazara, criminale afghano (n. 1916)
- 1933 - Mary Parker Follett, filosofa, politologa e scrittrice statunitense (n. 1868)
- 1933 - Hans Vaihinger, filosofo e insegnante tedesco (n. 1852)
- 1934 - Mary Harriman Rumsey, attivista e funzionario statunitense (n. 1881)
- 1935 - Eugenio Filippo Albani, mecenate e politico italiano (n. 1868)
- 1935 - Viggo Johansen, pittore danese (n. 1851)
- 1936 - Josip Lavrenčič, politico italiano (n. 1859)
- 1936 - Andrija Mohorovičić, sismologo e meteorologo croato (n. 1857)
- 1936 - Leonardo Torres y Quevedo, ingegnere e matematico spagnolo (n. 1852)
- 1937 - José de Figueiredo, storico e critico d'arte portoghese (n. 1871)
- 1937 - Chris Jones, pallanuotista britannico (n. 1884)
- 1939 - Ernest Lawson, pittore canadese (n. 1873)
- 1939 - Bruno Liljefors, pittore svedese (n. 1860)
- 1939 - Soesoe van Oostrom Soede, pallanuotista olandese (n. 1911)
- 1940 - Gé Bohlander, pallanuotista olandese (n. 1895)
- 1940 - Pietro D'Achiardi, storico dell'arte, critico d'arte e pittore italiano (n. 1879)
- 1940 - Michał Piaszczyński, presbitero polacco (n. 1885)
- 1941 - Goffredo Gastaldi, militare e aviatore italiano (n. 1910)
- 1942 - Lorenzo Delponte, vescovo cattolico italiano (n. 1865)
- 1942 - Marcello Santasilia, militare italiano (n. 1911)
- 1943 - Joseph McCarthy, paroliere e musicista statunitense (n. 1885)
- 1943 - Aldo Resega, militare e dirigente d'azienda italiano (n. 1896)
- 1943 - Ludwig von Reuter, ammiraglio tedesco (n. 1869)
- 1944 - Alexander Cudmore, calciatore statunitense (n. 1888)
- 1944 - Renato Guatelli, partigiano italiano (n. 1923)
- 1944 - Antonio Pellegrini, partigiano italiano (n. 1922)
- 1945 - Gabriellino D'Annunzio, attore e regista italiano (n. 1886)
- 1945 - Heinrich Helferich, chirurgo tedesco (n. 1851)
- 1945 - Gustav Simon, politico tedesco (n. 1900)
- 1947 - Ernesto Aurini, pittore, fotografo e disegnatore italiano (n. 1873)
- 1948 - Charles Bennett, mezzofondista e siepista britannico (n. 1871)
- 1949 - Sem Benelli, poeta, scrittore e drammaturgo italiano (n. 1877)
- 1949 - Georges Bon, calciatore francese (n. 1886)
- 1950 - Johnny Hyde, statunitense (n. 1895)
- 1951 - Augusta Anderson, attrice svedese (n. 1875)
- 1951 - Umberto Cassuto, rabbino, storico e ebraista italiano (n. 1883)
- 1952 - Surendranath Dasgupta, filosofo indiano (n. 1887)
- 1952 - Charles-Gustave Kuhn, cavaliere svizzero (n. 1889)
- 1952 - Branimir Porobić, calciatore jugoslavo (n. 1901)
- 1952 - Ernst Stromer, paleontologo tedesco (n. 1870)
- 1953 - Jimmy Bannister, calciatore inglese (n. 1880)
- 1953 - Auguste Valensin, presbitero e saggista francese (n. 1879)
- 1954 - Viktor Semënovič Abakumov, politico e generale sovietico (n. 1908)
- 1954 - Vilhelm Buhl, politico danese (n. 1881)
- 1954 - Augusto Imperiali, allevatore italiano (n. 1865)
- 1954 - Francesco Miceli Picardi, politico italiano (n. 1882)
- 1955 - Luigi Motta, scrittore, commediografo e giornalista italiano (n. 1881)
- 1955 - William Winter, scacchista inglese (n. 1898)
- 1956 - Viktor Weißenbacher, calciatore tedesco (n. 1897)
- 1957 - Camillo Castiglioni, imprenditore e banchiere austriaco (n. 1879)
- 1957 - Jan Plaček, calciatore cecoslovacco (n. 1894)
- 1958 - Roberto Rospigliosi Portal, cestista peruviano (n. 1910)
- 1959 - Vittorio Anedda, dirigente d'azienda e archeologo italiano (n. 1876)
- 1959 - Felice Perussia, medico italiano (n. 1885)
- 1960 - Amedeo Giannini, giurista e politico italiano (n. 1886)
- 1960 - Mario Romagnoli, radiologo e militare italiano (n. 1897)
- 1961 - Olga Capri, attrice italiana (n. 1893)
- 1962 - Fiumicello Fiumicelli, politico e radiologo italiano (n. 1898)
- 1963 - Giacomo Morra, imprenditore italiano (n. 1889)
- 1965 - Wilhelm Munthe, genealogista norvegese (n. 1883)
- 1965 - Ture Wersäll, tiratore di fune svedese (n. 1883)
- 1966 - Antonio Biggi, artista, scultore e pittore italiano (n. 1904)
- 1966 - Tara Browne, nobile inglese (n. 1945)
- 1966 - Angelo Corsi, avvocato e politico italiano (n. 1889)
- 1966 - Gene Gauntier, attrice cinematografica e sceneggiatrice statunitense (n. 1885)
- 1966 - Filippo Pascucci, allenatore di calcio italiano (n. 1907)
- 1966 - Steuart Wilson, tenore e manager inglese (n. 1889)
- 1968 - Ugo Attanasio, attore italiano (n. 1887)
- 1968 - Segismundo Casado, militare spagnolo (n. 1893)
- 1968 - Earl D. Eisenhower, politico statunitense (n. 1898)
- 1968 - Dorothy Garrod, archeologa britannica (n. 1892)
- 1968 - Giovanni Messe, generale e politico italiano (n. 1883)
- 1968 - Stefan Zubrzycki, matematico polacco (n. 1927)
- 1969 - Charles Dvorak, astista statunitense (n. 1878)
- 1971 - Bobby Jones, golfista statunitense (n. 1902)
- 1971 - Diana Lynn, attrice e pianista statunitense (n. 1926)
- 1971 - Mauno Tarkiainen, maratoneta finlandese (n. 1904)
- 1971 - Aleksandr Tvardovskij, poeta sovietico (n. 1910)
- 1972 - Augusto Camerini, pittore, illustratore e regista italiano (n. 1894)
- 1972 - Attilio Giordani, educatore italiano (n. 1913)
- 1972 - Neilia Hunter Biden, insegnante statunitense (n. 1942)
- 1972 - Hubert Rohracher, psicologo austriaco (n. 1903)
- 1972 - Francesco Rossi, vescovo cattolico italiano (n. 1903)
- 1972 - Fermín Uriarte, calciatore uruguaiano (n. 1902)
- 1973 - Generoso Jodice, politico italiano (n. 1905)
- 1974 - Agustín Barboza, cantautore, chitarrista e compositore paraguaiano (n. 1913)
- 1974 - Arthur Fauville, psicologo belga (n. 1894)
- 1974 - Harry Hooper, giocatore di baseball statunitense (n. 1887)
- 1975 - Omar Benjelloun, attivista, sindacalista e giornalista marocchino (n. 1933)
- 1975 - George Fissler, nuotatore statunitense (n. 1906)
- 1975 - Earle Wheeler, generale statunitense (n. 1908)
- 1975 - Léon de Poncins, giornalista e saggista francese (n. 1897)
- 1976 - Luitpold Dussler, storico dell'arte tedesco (n. 1895)
- 1977 - James Bowes-Lyon, generale inglese (n. 1917)
- 1977 - Alessandro Grassi Ormisda, antifascista italiano (n. 1893)
- 1977 - Cyril Ritchard, attore e regista teatrale australiano (n. 1897)
- 1977 - Francisco Rolão Preto, politico, giornalista e sindacalista portoghese (n. 1893)
- 1978 - Aleksandr Aleksandrovič Archangel'skij, ingegnere aeronautico sovietico (n. 1892)
- 1978 - Harold Lasswell, politologo statunitense (n. 1902)
- 1978 - Sergio Méndez, calciatore salvadoregno (n. 1942)
- 1978 - Angelo Oliviero, calciatore italiano (n. 1919)
- 1979 - Franz Suchomel, militare tedesco (n. 1907)
- 1979 - Giuseppe Siro Trezzini, politico italiano (n. 1925)
- 1980 - Héctor José Cámpora, politico argentino (n. 1909)
- 1980 - Dobriša Cesarić, poeta croato (n. 1902)
- 1980 - Aleksej Nikolaevič Kosygin, politico sovietico (n. 1904)
- 1980 - Gabrielle Robinne, attrice francese (n. 1886)
- 1981 - Maria Luisa Righini Bonelli, storica della scienza e museologa italiana (n. 1917)
- 1981 - Carl McCunn, fotografo statunitense (n. 1947)
- 1981 - Eugene Conley, tenore statunitense (n. 1908)
- 1981 - Juan Miles, giocatore di polo argentino (n. 1895)
- 1981 - Giuseppe Enzo Palanti, imprenditore e compositore italiano (n. 1922)
- 1982 - Attilio Germano, politico italiano (n. 1903)
- 1982 - Harry Glantz, trombettista ucraino (n. 1896)
- 1982 - Keogh Gleason, scenografo statunitense (n. 1906)
- 1982 - Hans Hahn, aviatore tedesco (n. 1914)
- 1982 - Bernard Malivoire, canottiere francese (n. 1938)
- 1982 - Willi Multhaup, allenatore di calcio tedesco (n. 1903)
- 1982 - Hans-Ulrich Rudel, aviatore tedesco (n. 1916)
- 1982 - Wu Yonggang, regista cinese (n. 1907)
- 1983 - Niccolò Codino, pittore e scultore italiano (n. 1899)
- 1983 - Cesarino Crescente, avvocato e politico italiano (n. 1886)
- 1983 - Victor Turner, antropologo scozzese (n. 1920)
- 1984 - Feike Asma, organista e direttore d'orchestra olandese (n. 1912)
- 1984 - Salvatore Baccaro, attore italiano (n. 1932)
- 1984 - Valerijonas Balčiūnas, arbitro di calcio e calciatore lituano (n. 1904)
- 1984 - Santiago Jiménez Sr., fisarmonicista e compositore statunitense (n. 1913)
- 1984 - Rudolf Platte, attore tedesco (n. 1904)
- 1985 - Josef Klapuch, lottatore cecoslovacco (n. 1906)
- 1986 - George Amy, montatore, regista e produttore cinematografico statunitense (n. 1903)
- 1986 - Alain Caron, hockeista su ghiaccio canadese (n. 1938)
- 1986 - Mamo Clark, attrice statunitense (n. 1914)
- 1986 - Ulrico Girardi, bobbista italiano (n. 1930)
- 1987 - Placido Maria Cambiaghi, vescovo cattolico italiano (n. 1900)
- 1987 - Warne Marsh, sassofonista statunitense (n. 1927)
- 1987 - Conny Plank, produttore discografico e tecnico del suono tedesco (n. 1940)
- 1988 - Ottó Boros, pallanuotista ungherese (n. 1929)
- 1988 - Jules Deschepper, ciclista su strada belga (n. 1906)
- 1989 - Hans-Helmut Dickow, attore tedesco (n. 1927)
- 1989 - Enar Josefsson, fondista svedese (n. 1916)
- 1989 - Boyty Staudt, pallanuotista lussemburghese (n. 1907)
- 1990 - Max-Philippe Delavouët, poeta e scrittore francese (n. 1920)
- 1990 - Albino Galvano, pittore, storico dell'arte e filosofo italiano (n. 1907)
- 1990 - Michael Oakeshott, politologo e filosofo britannico (n. 1901)
- 1990 - Orazio Orlando, attore italiano (n. 1933)
- 1990 - Anne Revere, attrice statunitense (n. 1903)
- 1990 - Paul Tortelier, violoncellista e compositore francese (n. 1914)
- 1991 - George Abecassis, pilota automobilistico britannico (n. 1913)
- 1991 - Giuseppe D'Angelo, politico italiano (n. 1913)
- 1991 - Jean Orcibal, storico francese (n. 1913)
- 1991 - June Storey, attrice canadese (n. 1918)
- 1992 - Antonio Amurri, umorista, paroliere e autore televisivo italiano (n. 1925)
- 1992 - Vojin Bakić, scultore jugoslavo (n. 1915)
- 1992 - Howard Cann, cestista, giocatore di football americano e pesista statunitense (n. 1895)
- 1992 - Mark Goodson, produttore televisivo statunitense (n. 1915)
- 1992 - Ennio Mastrostefano, giornalista italiano (n. 1925)
- 1992 - Manuel Torres Soto, calciatore spagnolo (n. 1928)
- 1992 - Enrico Zuppi, giornalista e fotografo italiano (n. 1909)
- 1993 - Steve James, attore statunitense (n. 1952)
- 1993 - Tony Kappen, cestista statunitense (n. 1919)
- 1993 - Ferdinando Smerghetto, canottiere italiano (n. 1927)
- 1993 - Sam Wanamaker, attore, regista e direttore teatrale statunitense (n. 1919)
- 1994 - Roger Apéry, matematico francese (n. 1916)
- 1994 - Henry Banks, pilota automobilistico statunitense (n. 1913)
- 1994 - Stefano Bernini, allenatore di calcio e calciatore italiano (n. 1936)
- 1994 - Bruno Parovel, canottiere italiano (n. 1913)
- 1994 - Costantino Rozzi, dirigente sportivo e imprenditore italiano (n. 1929)
- 1994 - Lilia Skala, attrice austriaca (n. 1896)
- 1995 - Panchito Alba, attore filippino (n. 1925)
- 1995 - Giorgio Fini, imprenditore italiano (n. 1925)
- 1995 - Elena Mirošina, tuffatrice sovietica (n. 1974)
- 1995 - Jan Říha, calciatore cecoslovacco (n. 1915)
- 1995 - António Roquete, calciatore portoghese (n. 1906)
- 1995 - Nathan Rosen, fisico statunitense (n. 1909)
- 1995 - Ross Thomas, scrittore statunitense (n. 1926)
- 1995 - Konrad Zuse, informatico e ingegnere tedesco (n. 1910)
- 1996 - Giuseppe Avellone, politico italiano (n. 1932)
- 1996 - Irving Caesar, compositore e paroliere statunitense (n. 1895)
- 1996 - Claudio Villi, politico e fisico italiano (n. 1922)
- 1997 - Giorgio Chanu, politico italiano (n. 1930)
- 1997 - Chris Farley, comico, attore e imitatore statunitense (n. 1964)
- 1997 - Irina Posnova, editrice, teologa e traduttrice russa (n. 1914)
- 1997 - Michel Quoist, presbitero, scrittore e viaggiatore francese (n. 1921)
- 1998 - Carlo Borra, politico e sindacalista italiano (n. 1915)
- 1998 - Lucio Cargnel, pittore italiano (n. 1903)
- 1998 - Lev Stepanovič Dëmin, cosmonauta sovietico (n. 1926)
- 1998 - Joseph Didden, ciclista su strada belga (n. 1923)
- 1998 - Gabriele Giannantoni, filosofo e politico italiano (n. 1932)
- 1998 - Giorgio Giorgioni, calciatore italiano (n. 1923)
- 1998 - Salvador Gualtieri, calciatore e allenatore di calcio argentino (n. 1917)
- 1998 - Abdurajik Abubakar Janjalani, terrorista filippino
- 1998 - Åke Jönsson, calciatore svedese (n. 1925)
- 1998 - Vinod Mishra, politico e rivoluzionario indiano (n. 1947)
- 1998 - Tadeusz Rybczynski, economista polacco (n. 1923)
- 1999 - Þórólfur Beck, calciatore e allenatore di calcio islandese (n. 1940)
- 1999 - Robert Bresson, regista e sceneggiatore francese (n. 1907)
- 1999 - Luigi Dardani, vescovo cattolico italiano (n. 1915)
- 1999 - Joe Higgs, cantante e chitarrista giamaicano (n. 1940)
- 1999 - Francesco Malfatti di Montetretto, diplomatico, partigiano e agente segreto italiano (n. 1920)
- 1999 - Dennis William Sciama, fisico britannico (n. 1926)
- 1999 - Benito Stefanelli, attore e stuntman italiano (n. 1928)
- 1999 - Bertha Swirles, fisica britannica (n. 1903)
- 2000 - Pedro Consuegra, pallanuotista argentino (n. 1930)
- 2000 - Lajos Dunai, calciatore ungherese (n. 1942)
- 2000 - Kirsty MacColl, cantautrice britannica (n. 1959)
- 2000 - Dario Mellone, pittore e disegnatore italiano (n. 1929)
- 2000 - Vincenzo Milano, calciatore, ciclista su strada e rugbista a 15 italiano (n. 1907)
- 2000 - Giorgio Saviane, scrittore italiano (n. 1916)
- 2000 - Aaron Valero, medico e educatore israeliano (n. 1913)

## XXI secolo(149)
- 2001 - Gilbert Bécaud, cantante, pianista e compositore francese (n. 1927)
- 2001 - Alan Crosland Jr., regista e montatore statunitense (n. 1918)
- 2001 - Kira Ivanova, pattinatrice artistica su ghiaccio sovietica (n. 1963)
- 2002 - Mario Cosmai, giornalista e storico italiano (n. 1926)
- 2002 - Mic Delinx, fumettista francese (n. 1930)
- 2002 - Mahmoud Fayad, sollevatore egiziano (n. 1925)
- 2002 - André Frey, calciatore francese (n. 1919)
- 2002 - Edward Norris, attore statunitense (n. 1911)
- 2002 - Wayne Owens, politico statunitense (n. 1937)
- 2002 - Ray Hnatyshyn, avvocato e politico canadese (n. 1934)
- 2003 - Charles Berlitz, scrittore statunitense (n. 1914)
- 2003 - Jean Dieuzaide, fotografo francese (n. 1921)
- 2003 - Cresson H. Kearny, ingegnere e esploratore statunitense (n. 1914)
- 2004 - Salvatore Borelli, poeta italiano (n. 1930)
- 2004 - Mariella Lotti, attrice italiana (n. 1919)
- 2004 - Kikuko, principessa Takamatsu, principessa giapponese (n. 1911)
- 2004 - Eddie Oram, cestista statunitense (n. 1914)
- 2004 - Peter Palitzsch, regista tedesco (n. 1918)
- 2004 - Anthony Sampson, scrittore e giornalista britannico (n. 1926)
- 2005 - Pietro Bonfiglioli, critico letterario, critico d'arte e critico cinematografico italiano (n. 1924)
- 2005 - Bill Coulthard, cestista canadese (n. 1923)
- 2005 - Keith Duckworth, ingegnere meccanico britannico (n. 1933)
- 2005 - Doris Fisher, baronessa di Rednal, politica inglese (n. 1919)
- 2005 - Ėduard Moiseevič Šafranskij, chitarrista e compositore russo (n. 1937)
- 2005 - Myron Wilkins, cestista statunitense (n. 1955)
- 2006 - Joseph Barbera, produttore televisivo, produttore cinematografico e regista statunitense (n. 1911)
- 2006 - Ettore Di Filippo, arcivescovo cattolico italiano (n. 1922)
- 2006 - Franco Molè, attore, commediografo e regista italiano (n. 1939)
- 2006 - Mollie Orshansky, economista e statistica statunitense (n. 1915)
- 2006 - Virpi Niemelä, astronoma finlandese (n. 1936)
- 2007 - Giovanni Ajmone Cat, esploratore italiano (n. 1934)
- 2007 - Hans Billian, regista, sceneggiatore e produttore cinematografico tedesco (n. 1918)
- 2007 - John Güttke, biatleta svedese (n. 1931)
- 2008 - Majel Barrett, attrice statunitense (n. 1932)
- 2008 - Salah El-Sha'rawi, pallanuotista egiziano (n. 1925)
- 2008 - Mark Felt, funzionario statunitense (n. 1913)
- 2008 - Ivan Rabuzin, pittore croato (n. 1921)
- 2008 - Benito Stirpe, imprenditore italiano (n. 1923)
- 2008 - Paul Weyrich, attivista e politico statunitense (n. 1942)
- 2009 - Alberto Andrizzi, cestista e allenatore di pallacanestro argentino (n. 1924)
- 2009 - Gustavo Buratti, scrittore, poeta e giornalista italiano (n. 1932)
- 2009 - Oskar Danon, compositore e direttore d'orchestra bosniaco (n. 1913)
- 2009 - Connie Hines, attrice statunitense (n. 1931)
- 2009 - Jacqueline Laurent, attrice francese (n. 1918)
- 2009 - Renée Lebas, cantante e produttrice discografica francese (n. 1917)
- 2009 - László Nagy, educatore e scrittore ungherese (n. 1921)
- 2009 - Georgina Parkinson, ballerina britannica (n. 1938)
- 2009 - Hans Rubner, politico italiano (n. 1932)
- 2009 - Knut Sørensen, calciatore norvegese (n. 1924)
- 2010 - Baccio Baccetti, zoologo italiano (n. 1931)
- 2010 - Max Jammer, fisico e docente israeliano (n. 1915)
- 2010 - Bob Lavoy, cestista e allenatore di pallacanestro statunitense (n. 1926)
- 2010 - Carlo Longarini, hockeista su ghiaccio canadese (n. 1939)
- 2010 - Tommaso Padoa-Schioppa, economista e banchiere italiano (n. 1940)
- 2010 - Romano Scandariato, regista e sceneggiatore italiano (n. 1938)
- 2010 - Jacqueline Worms de Romilly, filologa classica e scrittrice francese (n. 1913)
- 2011 - Doe Avedon, attrice statunitense (n. 1925)
- 2011 - Roger Buchika, sciatore alpino statunitense (n. 1944)
- 2011 - Giovanna Cattaneo Incisa, politica italiana (n. 1942)
- 2011 - Václav Havel, politico, drammaturgo e saggista ceco (n. 1936)
- 2011 - Ralph MacDonald, percussionista, arrangiatore e produttore discografico statunitense (n. 1944)
- 2011 - Don Sharp, regista, sceneggiatore e produttore cinematografico britannico (n. 1922)
- 2011 - Marijan Žužej, pallanuotista jugoslavo (n. 1934)
- 2012 - Maria Luisa Baldoni, politica italiana (n. 1929)
- 2012 - Gérald Forton, illustratore francese (n. 1931)
- 2012 - Georgi Kalojančev, attore cinematografico e attore teatrale bulgaro (n. 1925)
- 2012 - Branko Kralj, calciatore jugoslavo (n. 1924)
- 2012 - Mustafa Ould Salek, militare e politico mauritano (n. 1936)
- 2012 - Anna Tavano, atleta paralimpica francese (n. 1948)
- 2013 - Ronnie Biggs, criminale e cantante britannico (n. 1929)
- 2013 - Harry Boland, cestista e dirigente sportivo irlandese (n. 1925)
- 2013 - Luca Dello Iacovo, giornalista e blogger italiano (n. 1980)
- 2013 - Gilberto Gramellini, lottatore italiano (n. 1930)
- 2013 - Gonzalo Inzunza Inzunza, criminale messicano (n. 1971)
- 2013 - Martin Koeman, calciatore olandese (n. 1938)
- 2013 - Vincenzo Noto, scrittore, religioso e giornalista italiano (n. 1944)
- 2013 - Jean Thibaudeau, scrittore francese (n. 1935)
- 2013 - Paul Torday, scrittore britannico (n. 1946)
- 2014 - Virginia Baxter, pattinatrice artistica su ghiaccio statunitense (n. 1932)
- 2014 - Franco Bomprezzi, giornalista, scrittore e blogger italiano (n. 1952)
- 2014 - Virna Lisi, attrice italiana (n. 1936)
- 2014 - Ante Žanetić, calciatore jugoslavo (n. 1936)
- 2015 - Carlo De Mejo, attore italiano (n. 1945)
- 2015 - Vittore Gottardi, calciatore svizzero (n. 1941)
- 2015 - Riccardo Marasco, cantautore italiano (n. 1938)
- 2015 - Léon Mébiame, politico gabonese (n. 1934)
- 2015 - Umberto Trippa, lottatore italiano (n. 1931)
- 2016 - Zsa Zsa Gábor, attrice ungherese (n. 1917)
- 2016 - Sata Isobe, pallavolista giapponese (n. 1944)
- 2016 - China Machado, modella e produttrice televisiva cinese (n. 1929)
- 2016 - Léo Marjane, cantante francese (n. 1912)
- 2016 - Heinz Ulzheimer, mezzofondista e velocista tedesco (n. 1925)
- 2017 - Filippo Burgarella, storico italiano (n. 1948)
- 2017 - Kim Jong-hyun, cantante, ballerino e modello sudcoreano (n. 1990)
- 2017 - Altero Matteoli, politico italiano (n. 1940)
- 2017 - Manuel Roa, calciatore cileno (n. 1929)
- 2017 - Arsenij Borisovič Roginskij, storico e bibliografo russo (n. 1946)
- 2017 - Maria Tarditi, scrittrice italiana (n. 1928)
- 2018 - David Austin, botanico e scrittore britannico (n. 1926)
- 2018 - Emilia Chiancóne, biologa italiana (n. 1938)
- 2018 - Tulsi Giri, politico nepalese (n. 1926)
- 2018 - Lajos Grendel, scrittore ungherese (n. 1948)
- 2018 - Bogdan Müller, cestista jugoslavo (n. 1930)
- 2018 - Shinobu Sekine, judoka giapponese (n. 1943)
- 2018 - Bill Slater, calciatore inglese (n. 1927)
- 2018 - Raimo Vartia, cestista e allenatore di pallacanestro finlandese (n. 1937)
- 2019 - Galina Bakšeeva, tennista sovietica (n. 1945)
- 2019 - Alain Barrière, cantante francese (n. 1935)
- 2019 - Herman Boone, allenatore di football americano statunitense (n. 1935)
- 2019 - Kenny Lynch, cantante e attore britannico (n. 1938)
- 2019 - Vincenzo Occhetta, calciatore e allenatore di calcio italiano (n. 1931)
- 2019 - Claudine Auger, attrice francese (n. 1941)
- 2019 - Abbey Simon, pianista statunitense (n. 1920)
- 2020 - Pietro Greco, giornalista, conduttore radiofonico e autore televisivo italiano (n. 1955)
- 2020 - Michael Jeffery, generale e politico australiano (n. 1937)
- 2020 - Peter Lamont, scenografo e direttore artistico britannico (n. 1929)
- 2020 - Peter Takeo Okada, arcivescovo cattolico giapponese (n. 1941)
- 2020 - Òscar Ribas Reig, politico andorrano (n. 1936)
- 2020 - Tim Severin, scrittore e esploratore irlandese (n. 1940)
- 2021 - Valér Banna, cestista ungherese (n. 1939)
- 2021 - Osagi Bascome, calciatore bermudiano (n. 1998)
- 2021 - Ladislav Falta, tiratore a segno cecoslovacco (n. 1936)
- 2021 - Enzo Gusman, cantante maltese (n. 1947)
- 2021 - Sayaka Kanda, cantante, attrice e doppiatrice giapponese (n. 1986)
- 2021 - Richard Rogers, architetto inglese (n. 1933)
- 2022 - Lando Buzzanca, attore e cantante italiano (n. 1935)
- 2022 - Terry Hall, cantante e musicista britannico (n. 1959)
- 2022 - Ken Pears, calciatore canadese (n. 1934)
- 2022 - Emilio Pegoraro, politico e partigiano italiano (n. 1921)
- 2022 - Franz Schmedt, giornalista tedesco (n. 1932)
- 2022 - Alessandra Vignoli, poetessa italiana (n. 1943)
- 2022 - Gavin Weightman, giornalista britannico (n. 1945)
- 2023 - Giovanni Anselmo, artista italiano (n. 1934)
- 2023 - Jaakko Hämeen-Anttila, arabista e islamista finlandese (n. 1963)
- 2023 - Bo Larsson, calciatore svedese (n. 1944)
- 2023 - Abderrahim Ouakili, calciatore marocchino (n. 1970)
- 2023 - Brian Price, giornalista, conduttore televisivo e rugbista a 15 britannico (n. 1937)
- 2023 - Theo Püll, altista tedesco (n. 1936)
- 2023 - Karen Summer, attrice pornografica statunitense (n. 1962)
- 2024 - Mario Cantini, compositore, editore e produttore discografico italiano (n. 1933)
- 2024 - Fabrizio Capucci, attore italiano (n. 1939)
- 2024 - Dietmar Constantini, calciatore e allenatore di calcio austriaco (n. 1955)
- 2024 - Carole Joan Crawford, modella giamaicana (n. 1943)
- 2024 - Vladimir Dorochov, pallavolista e allenatore di pallavolo sovietico (n. 1954)
- 2024 - Frank Kendrick, cestista e allenatore di pallacanestro statunitense (n. 1950)
- 2024 - Fred Lorenzen, pilota automobilistico statunitense (n. 1934)
- 2024 - John Marsden, scrittore e insegnante australiano (n. 1950)
- 2024 - Raffaele Russo, politico e avvocato italiano (n. 1932)
- 2024 - Klaus Wolfermann, giavellottista tedesco (n. 1946)